# Natalia Pantelieva
Natalia Pantelieva (Rusia, 10 de septiembre de 1983) es una atleta rusa especializada en la prueba de 1500 m, en la que consiguió ser subcampeona europea en pista cubierta en 2007.

## Carrera deportiva
En el Campeonato Europeo de Atletismo en Pista Cubierta de 2007 ganó la medalla de plata en los 1500 metros, con un tiempo de 4:06.04 segundos que fue su mejor marca personal, tras la polaca Lidia Chojecka y por delante de su paisana rusa Olesya Chumakova (bronce).